# José Teixeira de Queirós de Almeida de Morais Sarmento
José Teixeira de Queirós de Almeida de Morais Sarmento (4 de Agosto de 1816 - 14 de Novembro de 1879) foi um militar, professor universitário e político português.

## Biografia
Filho segundo de José de Queirós Botelho de Almeida e Vasconcelos, Senhor da Casa de Soutelo, em Amarante, e do Casal do Paço, da Casa da Coutada e da  Casa das Vessadas nos Arcos de Valdevez, pela doação que lhe fez seu irmão sucessor Gaspar de Queirós Botelho de Almeida e Vasconcelos (o qual, todavia, teve larga descendência até à actualidade), Fidalgo Cavaleiro da Casa Real, Cavaleiro da Ordem de Cristo, Juiz Desembargador da Casa da Suplicação, etc, e de sua mulher Maria Rita de Morais Sarmento Vaz Guedes sobrinha do 1º Conde de Amarante e do Visconde do Peso da Régua que se destacaram  nas guerras Peninsular  e civil.
Foi Senhor da Casa de Soutelo, em Amarante, e do Casal do Paço, da Casa da Coutada e da Casa das Vessadas nos Arcos de Valdevez, em sucessão a seu irmão primogénito António Teixeira de Queirós de Almeida de Morais Sarmento, que faleceu sem geração.
Foi Fidalgo Cavaleiro da Casa Real por Alvará de 20 de Março de 1819,  na sua juventude cadete  de Cavalaria nos Dragões de Chaves, Lente de Matemática na Faculdade de Ciências da Universidade de Coimbra, Secretário-Geral do Distrito de Braga, Deputado da Nação, etc.
Casou a 21 de Novembro de 1858 com Maria Júlia Pimenta da Gama Barreto (21 de Novembro de 1838 - 7 de Maio de 1912), filha de António Pimenta da Gama Barreto e de sua mulher Emília Isabel Rossi da Fonseca e Gouveia, meia-irmã paterna do 1.º Barão de Lordelo e filha duma Italiana, da qual teve duas filhas e três filhos, o mais novo dos quais João Teixeira de Queirós Vaz Guedes.